# Chính trị México

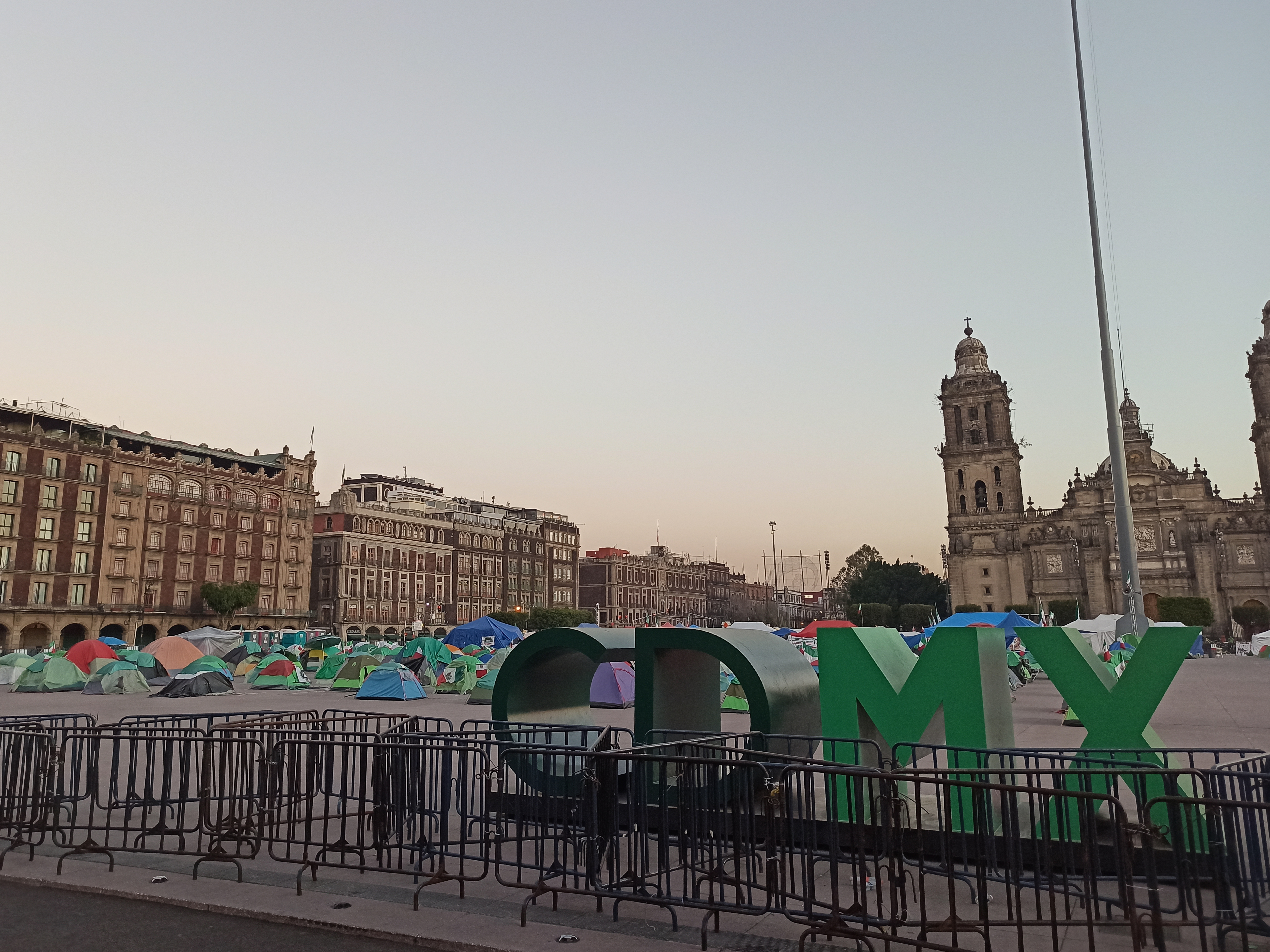
FRENA (Mặt trận Quốc gia Chống AMLO) ngồi tại thủ đô Zócalo, Thành phố Mexico

Chính trị México theo khuôn khổ của một nhà nước liên bang Tổng thống dân chủ đại nghị Cộng hòa mà chính phủ dựa trên hệ thống quốc hội, theo đó Tổng thống México vừa là nguyên thủ quốc gia và người đứng đầu chính phủ, với một hệ thống đa Đảng. Chính phủ liên bang đại diện cho Hợp chúng quốc Mexico và được chia thành ba nhánh: hành pháp, lập pháp và tư pháp, được thiết lập theo Hiến pháp chính trị của Hợp chúng quốc México, được công bố vào năm 1917. Các tiểu bang của liên bang cũng phải thiết lập chính phủ dựa trên một hệ thống quốc hội được thành lập theo quy định tương ứng của tiểu bang.
Quyền hành pháp được thực hiện bởi nhánh hành pháp, lãnh đạo bởi Tổng thống, được tư vấn bởi một Nội các thư ký độc lập với cơ quan lập pháp. Quyền lập pháp được trao cho Đại hội Liên bang, một cơ quan lập pháp hai viện bao gồm Thượng viện và Hạ nghị viện. Quyền tư pháp được thực thi bởi nhánh tư pháp, bao gồm Tòa án Tối cao Tư pháp Quốc gia, Hội đồng Tư pháp Liên bang và các tòa án cao cấp, đơn nhất và địa phương.
Chính trị của Mexico bị chi phối bởi ba Đảng chính trị: Đảng Hành động Quốc gia (PAN), Đảng Cách mạng Dân chủ (PRD) và Đảng Cách mạng Thể chế (PRI).
Economist Intelligence Unit đã đánh giá México là "nền dân chủ thiếu sót" vào năm 2016.
Hiến pháp, các Đảng chính trị ở Mexico phải thúc đẩy sự tham gia của người dân trong cuộc sống dân chủ của đất nước, đóng góp vào sự đại diện của quốc gia và nhân dân, và nhân dân được tiếp cận có thể tham gia vào văn phòng công cộng, thông qua bất kỳ chương trình, nguyên tắc và lý tưởng họ đề xuất. Tất cả các Đảng phái chính trị phải được đăng ký trước Viện bầu cử Quốc gia (INE), tổ chức chịu trách nhiệm tổ chức và giám sát các quy trình bầu cử liên bang, và phải có ít nhất 2% phiếu bầu trong các cuộc bầu cử liên bang để giữ sổ đăng ký của Đảng. Các Đảng chính trị đã đăng ký nhận tài trợ công cho hoạt động của họ và cũng có thể nhận được tài trợ cá nhân trong các giới hạn theo quy định của pháp luật. Đến năm 2010, các Đảng chính trị sau đây được đăng ký trước INE và tất cả đều có đại diện tại Đại hội Liên bang:
- Đảng Cách mạng Thể chế (Partido Revolucionario Institucional, PRI), được thành lập năm 1929;
- Đảng Hành động Quốc gia (Partido Acción Nacional, PAN), được thành lập năm 1939;
- Đảng Cách mạng Dân chủ (Partido de la Revolución Democrática, PRD), được thành lập năm 1989;
- Đảng Lao động ('"Partido del Trabajo, PT), được thành lập vào năm 1990;
- Đảng sinh thái xanh (Partido Verde Ecologista de México, PVEM), được thành lập năm 1986, nhưng bị mất đăng ký trong hai cuộc bầu cử liên tiếp; được giữ lại đăng ký từ năm 1993;
- Hội tụ (Convergencia, CV), được thành lập năm 1997;
- Liên minh mới (Nueva Alianza, PNA hoặc PANAL) được thành lập năm 2005;
- Phong trào tái thiết quốc gia (Morena), được thành lập vào năm 2012;

Các Đảng chính trị được phép thành lập liên minh hoặc liên Đảng để đề cử ứng viên cho bất kỳ cuộc bầu cử cụ thể nào. Liên minh phải thể hiện chính nó với một tên và logo cụ thể. Các ghế đại diện theo tỷ lệ (plurinominal) được gán cho liên minh dựa trên tỷ lệ phần trăm số phiếu bầu trong cuộc bầu cử, và sau đó liên minh chỉ định lại cho các Đảng chính trị cấu thành. Một khi mỗi bên trong liên minh đã được chỉ định chỗ ngồi đa nguyên, họ không nhất thiết phải tiếp tục làm việc như một liên minh trong chính phủ.

## Bầu cử
Quyền bầu cử là phổ thông, tự do, bí mật và trực tiếp với mọi công dân Mexico 18 tuổi trở lên, và là bắt buộc (nhưng không được thi hành). Tài liệu nhận dạng ở Mexico cũng đóng vai trò như thẻ biểu quyết, nên tất cả công dân tự động được đăng ký với mọi cuộc bầu cử; nghĩa là, không cần đăng ký trước mọi cuộc bầu cử. Tất cả các cuộc bầu cử là trực tiếp; nghĩa là, cử tri đoàn không được thiết lập cho bất kỳ cuộc bầu cử tại liên bang, tiểu bang hoặc thành phố trực thuộc. Chỉ khi tổng thống người đang nắm quyền vắng mặt hoàn toàn (hoặc thông qua từ chức, luận tội hoặc qua đời), Đại hội Liên minh tự chỉ định làm cử tri đoàn để bầu chọn Tổng thống thời tạm thời theo đa số tuyệt đối.
Cuộc bầu cử tổng thống được xếp lịch sáu năm một lần, ngoại trừ trong trường hợp đặc biệt vắng mặt tuyệt đối tổng thống. Cuộc bầu cử Quốc hội được lên kế hoạch sáu năm một lần cho Thượng nghị viện, thay đổi hoàn toàn trong cuộc bầu cử được tổ chức đồng thới với cuộc bầu cử tổng thống; và ba năm một lần cho Hạ nghị viện. Cuộc bầu cử thường được tổ chức vào ngày Chủ Nhật đầu tiên của tháng bảy. Thống đốc bang cũng là được bầu ra sáu năm một lần, trong khi cơ quan lập pháp được thay đổi ba năm một lần. Cuộc bầu cử tiểu bang không cần được đồng thời với cuộc bầu cử liên bang. Cuộc bầu cử thuộc liên bang được tổ chức và giám sát bởi tổ chức độc lập Viện Bầu cử Liên bang, trong khi các cuộc bầu cử tiểu bang và thành phố được tổ chức và giám sát bằng viện bầu cử được cấu thành bởi mỗi tiểu bang thuộc liên bang. Cuộc bầu cử trong Quận liên bang cũng được tổ chức bằng viện bầu cử ở địa phương.
Một khái niệm sâu đậm trong đời sống chính trị Mexico là "không tái tranh cử". Lý thuyết được thực hiện sau khi Porfirio Díaz đã cố giữ chức vụ tổng thống trong hơn 25 năm. Hiện nay, Tổng thống Mexico chỉ giới hạn trong một nhiệm kỳ sáu năm, và không ai nắm giữ chức vụ ngay cả trên cơ sở đã làm quyền Tổng thống.

## Tổng thống
Tổng thống Hợp chủng quốc Mexico thường được gọi tắt là Tổng thống Mexico, là người đứng đầu nhà nước và chính phủ của Mexico. Theo Hiến pháp, Tổng thống cũng là Tư lệnh tối cao của lực lượng vũ trang Mexico.
Hiện nay, chức vụ Tổng thống được coi là cách mạng, trong đó quyền hạn của chức vụ được bắt nguồn từ Hiến pháp cách mạng năm 1917. Một di sản khác của Cách mạng là lệnh cấm tái cử. Chủ tịch Mexico được giới hạn trong một nhiệm kỳ sáu năm, được gọi là sexenio. Không ai nắm giữ chức vụ, ngay cả trên cơ sở đã làm quyền Tổng thống, hay tái tranh cử. Hiến pháp và chức vụ Tổng thống theo dõi chặt chẽ hệ thống chính quyền Tổng thống.

## Chính phủ Liên bang
Chính phủ Liên bang Mexico (được gọi là Chính phủ Cộng hòa hoặc Gobierno de la Republica) là chính phủ quốc gia của Hợp chúng quốc Mexico, chính quyền trung ương được thành lập theo hiến pháp của mình để chia sẻ quyền lực của nước Cộng hòa với 31 chính quyền riêng của các tiểu bang Mexico, và đại diện là chính phủ trước các cơ quan quốc tế như Liên hợp quốc. Chính phủ liên bang Mexico có ba nhánh: hành pháp, lập pháp và tư pháp. Thông qua hệ thống phân chia quyền lực, mỗi nhánh này có một số quyền hành động riêng của mình, một số cơ quan quản lý hai nhánh còn lại, và có một số quyền hạn được quản lý bởi các nhánh khác. Vị trí của các chức năng của chính phủ liên bang theo Hiến pháp, được ban hành năm 1917 và sửa đổi.
Quyền hành pháp được thực hiện bởi nhánh hành pháp, được lãnh đạo bởi Tổng thống và Nội các, độc lập với cơ quan lập pháp. Quyền lập pháp được trao cho Đại hội Liên minh, một cơ quan lập pháp lưỡng viện bao gồm Thượng viện và Hạ nghị viện. Quyền tư pháp được thực thi bởi ngành tư pháp, bao gồm Tòa án Tối cao Tư pháp Quốc gia, Hội đồng Tư pháp Liên bang, và các tòa án cao cấp, đơn nhất, và các tòa án khu vực.